# Brian Fobbs
Brian Fobbs (Rochester, 17 febbraio 1998) è un cestista statunitense.

## Carriera
Il 7 giugno 2021 firma il primo contratto professionistico con il Vilpas Vikings di Salo., con cui raggiunge la finale, poi persa, di Korisliiga. Il 12 luglio 2022 si trasferisce ai Kangoeroes Mechelen, militanti in BNXT League.
Il 19 giugno 2024 firma con la Dinamo Sassari.

## Statistiche

### College
| Anno      | Squadra       | PG | PT | MP   | TC%  | 3P%  | TL%  | RP  | AP  | PRP | SP  | PP   |
| --------- | ------------- | -- | -- | ---- | ---- | ---- | ---- | --- | --- | --- | --- | ---- |
| 2018-2019 | Towson Tigers | 32 | 32 | 32,8 | 45,3 | 36,7 | 80,4 | 5,9 | 1,3 | 0,7 | 0,2 | 17,5 |
| 2019-2020 | Towson Tigers | 32 | 32 | 32,1 | 43,2 | 34,2 | 83,3 | 4,9 | 1,7 | 0,8 | 0,1 | 16,3 |
| Carriera  | Carriera      | 64 | 64 | 32,4 | 44,3 | 35,5 | 82,1 | 5,4 | 1,5 | 0,7 | 0,2 | 16,9 |

## Palmarès

### Individuale
- BNXT League MVP: 1

Kang. Mechelen: 2022-2023